# Ludmila Richterová
Ludmila Richterová (née le 7 mars 1977 à Košice) est une joueuse de tennis tchécoslovaque puis tchèque, professionnelle du début des années 1990 à 2003.
Au cours de sa carrière, elle a remporté un tournoi WTA en simple.

## Palmarès

### Titre en simple dames
| No | Date       | Nom et lieu du tournoi                        | Catégorie | Dotation  | Surface      | Finaliste   | Score         |          |
| -- | ---------- | --------------------------------------------- | --------- | --------- | ------------ | ----------- | ------------- | -------- |
| 1  | 15-05-1995 | Rover British Clay Court Champ's, Bournemouth | Tier IV   | 107 500 $ | Terre (ext.) | Patricia Hy | 6-7, 6-4, 6-3 | Parcours |

### Finale en simple dames
| No | Date       | Nom et lieu du tournoi | Catégorie | Dotation  | Surface      | Vainqueure   | Score    |          |
| -- | ---------- | ---------------------- | --------- | --------- | ------------ | ------------ | -------- | -------- |
| 1  | 08-05-1995 | Prague Open, Prague    | Tier IV   | 107 500 $ | Terre (ext.) | Julie Halard | 6-4, 6-4 | Parcours |

## Parcours en Grand Chelem

### En simple dames
| Année | Open d'Australie | Open d'Australie | Internationaux de France | Internationaux de France | Wimbledon       | Wimbledon           | US Open         | US Open           |
| ----- | ---------------- | ---------------- | ------------------------ | ------------------------ | --------------- | ------------------- | --------------- | ----------------- |
| 1994  | -                | -                | 3e tour (1/16)           | Ruxandra Dragomir        | 1er tour (1/64) | Radka Bobková       | 1er tour (1/64) | Marianne Werdel   |
| 1995  | 1er tour (1/64)  | Anke Huber       | 1er tour (1/64)          | Kimiko Date              | 1er tour (1/64) | Chanda Rubin        | 1er tour (1/64) | Lori McNeil       |
| 1996  | 3e tour (1/16)   | Anke Huber       | 1er tour (1/64)          | Jana Novotná             | 1er tour (1/64) | Steffi Graf         | 1er tour (1/64) | Anna Kournikova   |
| 1997  | 1er tour (1/64)  | Rika Hiraki      | 1er tour (1/64)          | Alexandra Fusai          | 1er tour (1/64) | Tamarine Tanasugarn | 2e tour (1/32)  | Elena Likhovtseva |
| 1998  | -                | -                | -                        | -                        | -               | -                   | 1er tour (1/64) | Amélie Mauresmo   |

À droite du résultat, l’ultime adversaire.

### En double dames
| Année | Open d'Australie             | Open d'Australie     | Internationaux de France | Internationaux de France | Wimbledon | Wimbledon | US Open                 | US Open               |
| 1997  | 1er tour (1/32) K. Nagatsuka | M. Hingis N. Zvereva | -                        | -                        | -         | -         | 1er tour (1/32) P. Nola | W. Probst A. Sugiyama |

Sous le résultat, la partenaire ; à droite, l’ultime équipe adverse.

## Parcours en Coupe de la Fédération
| #                                                                              | Date       | Lieu      | Surface         | Gagnante(s)                   | Perdante(s)                         | Score         |          |
|                                                                                |            |           |                 |                               |                                     |               |          |
| 1994 - 1er tour (groupe mondial) - République tchèque - États-Unis - 0 : 3     |            |           |                 |                               |                                     |               |          |
| 1                                                                              | 19/07/1994 | Francfort | Terre (ext.)    | Lindsay Davenport             | Ludmila Richterová                  | 4-6, 6-1, 6-4 | Parcours |
|                                                                                |            |           |                 |                               |                                     |               |          |
| 1996 - Barrage (groupe mondial I) - République tchèque - Argentine - 3 : 1     |            |           |                 |                               |                                     |               |          |
| 2                                                                              | 13/07/1996 | Plzeň     | Moquette (int.) | Florencia Labat               | Ludmila Richterová                  | 6-3, ab.      | Parcours |
|                                                                                |            |           |                 |                               |                                     |               |          |
| 1997 - 1/4 de finale (groupe mondial) - Allemagne - République tchèque - 2 : 3 |            |           |                 |                               |                                     |               |          |
| 3                                                                              | 01/03/1997 | Mannheim  | Dur (int.)      | Marlene Weingärtner           | Ludmila Richterová                  | 3-6, 7-5, 6-3 | Parcours |
| 3                                                                              | 01/03/1997 | Mannheim  | Dur (int.)      | Ludmila Richterová            | Barbara Rittner                     | 6-1, 6-4      | Parcours |
| 3                                                                              | 01/03/1997 | Mannheim  | Dur (int.)      | Barbara Rittner Elena Wagner  | Eva Martincová Ludmila Richterová   | 7-63, 6-2     | Parcours |
|                                                                                |            |           |                 |                               |                                     |               |          |
| 1998 - 1/4 de finale (groupe mondial) - République tchèque - Suisse - 1 : 4    |            |           |                 |                               |                                     |               |          |
| 4                                                                              | 18/04/1998 | Brno      | Moquette (int.) | Martina Hingis Patty Schnyder | Denisa Chládková Ludmila Richterová | 6-0, 6-1      | Parcours |

## Classements WTA en fin de saison

### En simple
| Année | 1993 | 1994 | 1995 | 1996 | 1997 | 1998 | 1999 | 2000 | 2001 | 2002 | 2003 |
| Rang  | 197  | 107  | 67   | 67   | 158  | 218  | 278  | 593  | -    | -    | 463  |

Source : (en) « Classements de Ludmila Richterová », sur le site officiel du WTA Tour

### En double
| Année | 1993 | 1994 | 1995 | 1996 | 1997 | 1998 | 1999 | 2000 |
| Rang  | 449  | 237  | 185  | 245  | 191  | 272  | 149  | 251  |

Source : (en) « Classements de Ludmila Richterová », sur le site officiel du WTA Tour